# Dukak

Situația în Orientul Mijlociu la 1102, după succesul primei cruciade. (Statele cruciate nou-formate sunt marcate în alb.)

Dukak, cunoscut și ca Duqaq, iar sub numele complet ca Abu Nasr Șams al-Muluk Dukak (n. secolul al XI-lea – d. iunie 1104, Damasc, Imperiul Selgiuc) a fost conducătorul selgiuc de Damasc între anii 1095–1104, în timpul primei Cruciade.

## Biografie
Dukak era un fiu al emirului selgiuc al Siriei, Tutuș I, el a fost de asemenea fratele lui Radwan. Când tatăl lor a murit în 1095, Radwan a pretins Siria pentru el însuși, iar Dukak a moștenit inițial Mesopotamia de Sus și a domnit împreună cu fratele său din Alep. Cu toate acestea, în curând el sa răzvrătit și a preluat controlul Damascului, aruncând Siria în anarhie și război civil. Dukak a avut sprijinul lui Yaghi-Siyan din Antiohia, care nu avea niciun conflict cu Radwan, însă nu ia plăcut de atașatul lui Radwan, Janah ad-Dawla; curând lui Yaghi-Siyan și Dukak s-a aliniat și Ilghazi, conducătorul Ierusalimului. Radwan sa aliat cu fratele lui Ilghazi, artuchidul Sukman⁠(en)[traduceți].
Radwan la atacat pe Yaghi-Siyan, iar când Dukak și Ilghazi au venit să-l ajute, Radwan a asediat și Damascul. Cu toate acestea, Radwan sa certat în curând cu Janah ad-Dawla, care capturase Homsul de la el și cu atabegul din alianță, Yaghi-Siyan era mult mai dispus să-l ajute. Această nouă alianță a fost încheiată cu o căsătorie între Radwan și fiica lui Yaghi-Siyan. Cei doi au fost pe punctul de a ataca orașul Shaizar când au auzit despre sosirea primilor cruciați; toate alianțele s-au desființat și toți s-au întors în propriile lor orașe, deși dacă oricare dintre alianțe ar fi rămas intactă sau ar fi lucrat împreună, probabil că ar fi fost capabile să împiedice succesul cruciadei.
Pe timpul iernii din anii 1097–1098, Antiohia a fost asediată de cruciați, iar Yaghi-Siyan a căutat ajutor de la Dukak. La 30 decembrie 1097, întăririle de la Dukak au fost înfrânte de corpul armat al lui Boemund de Taranto, iar Dukak sa retras către Homs. Dukak s-a alăturat mai târziu lui Kerbogha de Mosul pentru a-i ataca repetat pe cruciați după ce aceștia au ocupat Antiohia în iunie 1098, însă în timpul bătăliei detașamentele lui Dukak au fugit de pe câmpul luptei și Kerbogha a fost învins. În timp ce era ocupat în Siria, posesiunile lui Dukak în Mesopotamia au fost confiscate de unii vasali rebeli; în 1099 el a recapturat Diyarbakirul.
În 1100, Dukak l-a indus în ambuscadă pe Balduin I al Edessei în apropierea Beirutului, în timp ce ultimul se îndrepta spre Ierusalim pentru a-și asuma regalitatea de la fratele său recent decedat, Godfrey de Bouillon. Oamenii lui Balduin au rezistat presiunii într-o trecătoare îngustă, iar trupele lui Dukak nu au putut să o străpungă; Balduin a fost victorios și a continuat drumul spre Ierusalim.
În 1103, Dukak a capturat Homsul când Janah ad-Dawla, fostul atașat al lui Radwan, a fost asasinat. Dukak sa îmbolnăvit în 1104 și, după sfatul mamei sale, la numit pe atașatul său Toghteghin⁠(en)[traduceți] ca atabeg al fiului său Tutuș al II-lea. Dukak a murit în data de 8 iunie al aceluiași an, iar Toghtegin a răsturnat curând dinastia lui Dukak pentru a înființa propria dinastie, care va conduce Damascul în următorul jumătate de secol.